# Anna Stefańska
Anna Stefańska (ur. 4 stycznia 1971) – polska lekkoatletka, płotkarka, specjalizująca się w biegu na 400 metrów przez płotki startująca także w biegach średniodystansowych, mistrzyni Polski.

## Kariera sportowa
Była zawodniczką Budowlanych Kielce.
Na mistrzostwach Polski seniorek na otwartym stadionie wywalczyła trzy medale, w tym złoty w sztafecie 4 x 400 metrów w 1992, srebrny w sztafecie 4 x 400 metrów w 1991 i srebrny w biegu na 400 metrów przez płotki w 1992. Na halowych mistrzostwach Polski seniorek zdobyła dwa brązowe medale - w biegu na 400 metrów i w biegu na 800 metrów - oba w 1992.
Rekordy życiowe:
- 400 m – 55,20 (23.09.1992)
- 800 m – 2:06,44 (11.08.1991)
- 400 m ppł – 58,20 (25.07.1992)